# Законность вторжения в Ирак в 2003 году

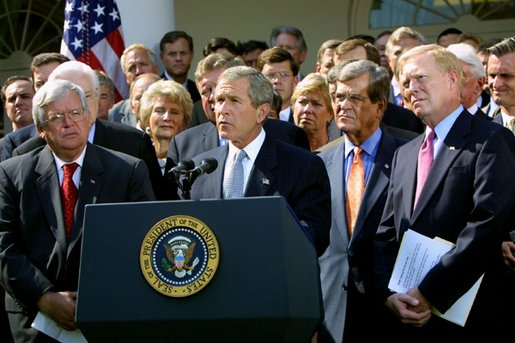
Президент США Джордж Буш-младший вместе с представителями Палаты представителей и Сената объявляет о принятии резолюции Конгресса, которая позволяла использование вооружённых сил против Ирака. 2 октября 2002 года

Проблема законности вторжения США и их союзников в Ирак в 2003 году возникла ещё накануне боевых действий. Этот вопрос вызывает споры по сегодняшний день.

## Международное право
В Уставе ООН чётко предусмотрены случаи легитимного применения вооружённой силы. Пункт 4 статьи 2 запрещает в международных отношениях применять силу либо угрозу силы против территориальной целостности и политической независимости какого-либо государства. Единственное исключение есть в положениях статьи 51, которая не ограничивает страны в праве на индивидуальную и коллективную самооборону в случае вооружённой атаки агрессора. Так как в 2003 году со стороны Ирака агрессии не было, то критики используют тезис о нарушении Устава ООН.
Кофи Аннан, тогдашний генеральный секретарь ООН, назвал вторжение незаконным с точки зрения международного права, поскольку оно нарушало Устав.
Власти США обосновывали свою позицию тем, что в резолюциях СБ ООН 678 (1990 год), 687 (1991 год) и 1441 (2002 год) представлялась косвенная возможность проведения военной операции против Ирака в определённых случаях. Первая предполагала противодействие иракской оккупации Кувейта в ходе войны в Персидском заливе. Вторая наложила на официальный Багдад обязательства по ликвидации оружия массового поражения (ОМП). Третья уполномочила направить в страну миссию международных представителей для проверки отсутствия ОМП. Документы косвенно предполагали военные действия для принуждения государства к выполнению требований международного сообщества.
В 1998 году американские власти осуществили удары по иракской территории на основании того, что страна выслала представителей МАГАТЭ и приостановила сотрудничество со Специальной комиссией ООН, которая занималась вопросами ОМП. Накануне вторжения 2003 года США объявили отсутствие полного и исчерпывающего сотрудничества со стороны Ирака основанием для военной операции, хотя международных представителей в соответствии с резолюцией 1441 Багдад принял в 2002 году.
Официальный Вашингтон решил действовать без дополнительной резолюции, поскольку получить её было бы невозможно, так как против выступали сразу два члена СБ — Россия и Франция. Ряд авторов (Г. Деккер, Р. Вессел) признаёт возможность применения силы в случае нарушения государством своих обязательств, с резолюций Совета Безопасности без специальной санкции Совета. Другие (Т. Франк) такую возможность отвергают. Критики действий Вашингтона предполагают, что США не имели достаточных оснований заявлять об угрозе агрессии со стороны Ирака и уж тем более единолично принимать решение по вторжению без дополнительной санкции СБ.

## Основные обвинения
Накануне войны администрация президента США Джорджа Буша-младшего развернула информационную кампанию против иракского режима Саддама Хусейна. Власти страны обвинили в наличии ОМП и сотрудничестве с «Аль-Каидой».
В 1991 году была образована Спецкомиссия ООН по разоружению Ирака (в соответствии с резолюцией № 687 Совета Безопасности ООН). Предполагалось под международным надзором провести ликвидацию запасов ОМП. Багдад признал резолюцию, но практически сразу между властями страны и международными инспекторами стали возникать разногласия. Иракское руководство периодически отказывалось допускать инспекторов на объекты. Тем не менее в июне 1994 года специалисты ООН завершили уничтожение большей части химического оружия и оборудования для его производства. В 1995 году неопровержимые доказательства вынудили Багдад признать наступательный характер своей программы биологического вооружения, однако он по-прежнему мешал инспекциям и требовал прекращения работы комиссии. Наконец, в 1998 году в ходе визита в Ирак Генерального секретаря ООН Кофи Аннана был подписан Меморандум о взаимопонимании. Комиссия провела крупномасштабную проверку, её глава Ричард Батлер заявил о возможности снятия санкций со страны. Однако СБ ООН оставил санкции в силе.

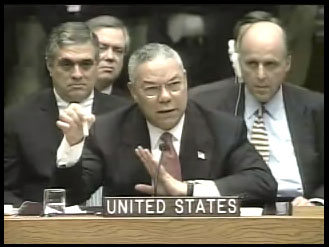
Госсекретарь США Колин Пауэлл с пробиркой на заседании в ООН 5 февраля 2003 года

В это время французские эксперты обнаружили следы нервно-паралитического газа VX в пробах с ракетных боеголовок. Режим Саддама приостановил сотрудничество со спецкомиссией. Ричард Батлер обвинил Багдад в сокрытии информации, что спровоцировало серию воздушных ударов США по стране. Россия, Франция и Китай потребовали отставки Батлера. В 1999 году парламент Ирака проголосовал за прекращение выполнения резолюции СБ ООН. В ответ Совет Безопасности сменил состав спецкомиссии. Она была преобразована в комиссию по наблюдению, контролю и инспекциям. Но правительство Саддама по-прежнему отказывалось допускать в страну инспекторов, требуя отмены санкций. В 2002 году, когда стало понятно, что новая война неизбежна, режим позволил международным представителям вернуться. Накануне вторжения госсекретарь США Колин Пауэлл провёл на заседании Совета Безопасности мультимедийную презентацию, целью которой было доказать, что Ирак делает всё, чтобы скрыть наличие ОМП. Самым ярким моментом стала демонстрация пробирки с опасным веществом (спустя годы выяснилось, что в сосуде находился обычный порошок).
Хотя неоднократно утверждалось, что Пауэлл выдал содержимое пробирки за образец иракского оружия массового поражения (впоследствии так и не найденного в Ираке) с целью убедить слушателей в его существовании — и в необходимости военной операции в Ираке. Однако из стенограммы и видеозаписи заседания Совбеза следует, что Пауэлл показывал пробирку как образец объёма чайной ложки: такое количество сухого порошка с агентами сибирской язвы привело к остановке работы Конгресса в 2001 году.
Сразу после окончания фазы вторжения в стране начала работу Группа исследования Ирака, которая занималась поиском ОМП. Военнослужащие Польши и США в 2004 году нашли боеприпасы с химическим оружием. Однако, как выяснилось позже, найденные снаряды содержали только остатки веществ, что уничтожались под надзором представителей ООН ещё в 1990-е годы. 6 октября 2004 года организация Iraq Survey Group (она являлась главной в деле поисков ОМП) официально заявила, что на момент вторжения иностранных сил в 2003 году Ирак не имел никаких запрещённых средств. На допросе в Федеральном бюро расследований Саддам Хусейн подтвердил, что у государства не было оружия массового уничтожения.
В 2004 году Комиссия по терактам 11 сентября пришла к выводу, что нет доказательств каких-либо отношений между режимом Саддама и «Аль-Каидой».
Как стало известно, американская сторона строила свои обвинения на информации от аффилированных источников. Ими были диссиденты Рафид Ахмед Алван аль-Джанаби и Ахмад Чалаби, которые желали свержения режима. Первый позже признал, что намеренно лгал, поскольку «другого пути к освобождению Ирака не было». Данное обстоятельство вызвало негодование Пауэлла. Со слов бывшего госсекретаря, это стало чёрным пятном на его карьере.

## Гуманитарная операция
Одним из аргументов правительства Буша насчёт войны было то, что Саддам Хусейн являлся тираном и осуществлял репрессии против собственного населения. В связи с этими сторонники вторжения рассматривают его как гуманитарную операцию. С тем, что иракский режим был тираническим, соглашаются даже их оппоненты, но в то же время отмечают отсутствие необходимых условий, а именно:
1. Наличие текущего геноцида либо его угрозы, либо сопоставимых массовых убийств и жертв;
2. Военные действия должны быть последней возможностью прекращения либо предотвращения убийств, при наличии эффективной альтернативы войска использоваться не должны;
3. Гуманитарные соображения должны быть основным мотивом вооружённого вмешательства (не обязательно единственным, но всегда на первом месте);
4. Интервенция соответствует международными нормам о правах человека и гуманитарном праве;
5. Должна присутствовать разумная уверенность в том, что военная операция принесёт больше блага, чем вреда.

В докладе Human Rights Watch 2004 года за авторством Кеннета Росса даются следующие заявления о вышеупомянутых пунктах:
1. По состоянию на 2003 год в Ираке не происходило массовых убийств, репрессий или геноцидов, а «самые вопиющие преступления Саддама остались в прошлом» (см. Анфаль). Как минимум, «масштабы убийств в Ираке не достигали того уровня, который позволил бы ставить вопрос о гуманитарной интервенции»[19];
2. Не были исчерпаны все другие разумные возможности прекращения преступлений режима, в том числе уголовное преследование[20];
3. Главными причинами войны назывались наличие ОМП и связи с исламистами. Гуманитарная сторона вторжения слабо рассматривалась американцами, о чём свидетельствует вакуум власти, неподготовленность военнослужащих к выполнению полицейских функций, ликвидация оккупационной администрацией иракских силовых и военизированных формирований, отказ от создания международного трибунала по Ираку[21];
4. Вооружённые силы США, согласно отчёту Human Rights Watch от декабря 2003 года, проводили неизбирательные атаки и использовали кассетные боеприпасы вблизи населённых районов, что влекло ощутимые гражданские потери[22];
5. Планы по улучшению положения населения и демократизации Ирака были сорваны из-за продолжения боевых действий[23].

Human Rights Watch делает вывод, что операция не соответствовала критериям гуманитарной интервенции.